# ميامي بيتش
ميامي بيتش هي مدينة في مقاطعة ميامي - دايد ، فلوريدا ، الولايات المتحدة. تأسست المدينة في 26 آذار / مارس 1915 ميامي بيتش كانت واحدة من أبرز منتجعات شواطئ اميركا طيلة ما يقرب قرن من الزمان.

## توأمة
لميامي بيتش اتفاقيات توأمة مع كل من:
- بازل
- بسكارا
- تشيسكي كروملوف
- كوزوميل
- فوجيساوا
- نهاريا
- فورتاليزا
- ألمونتي
- مربلة
- إيكا

## معرض صور

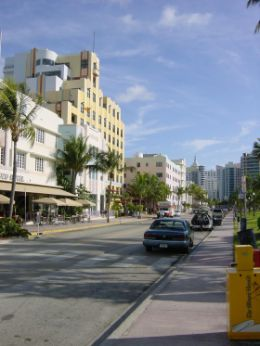
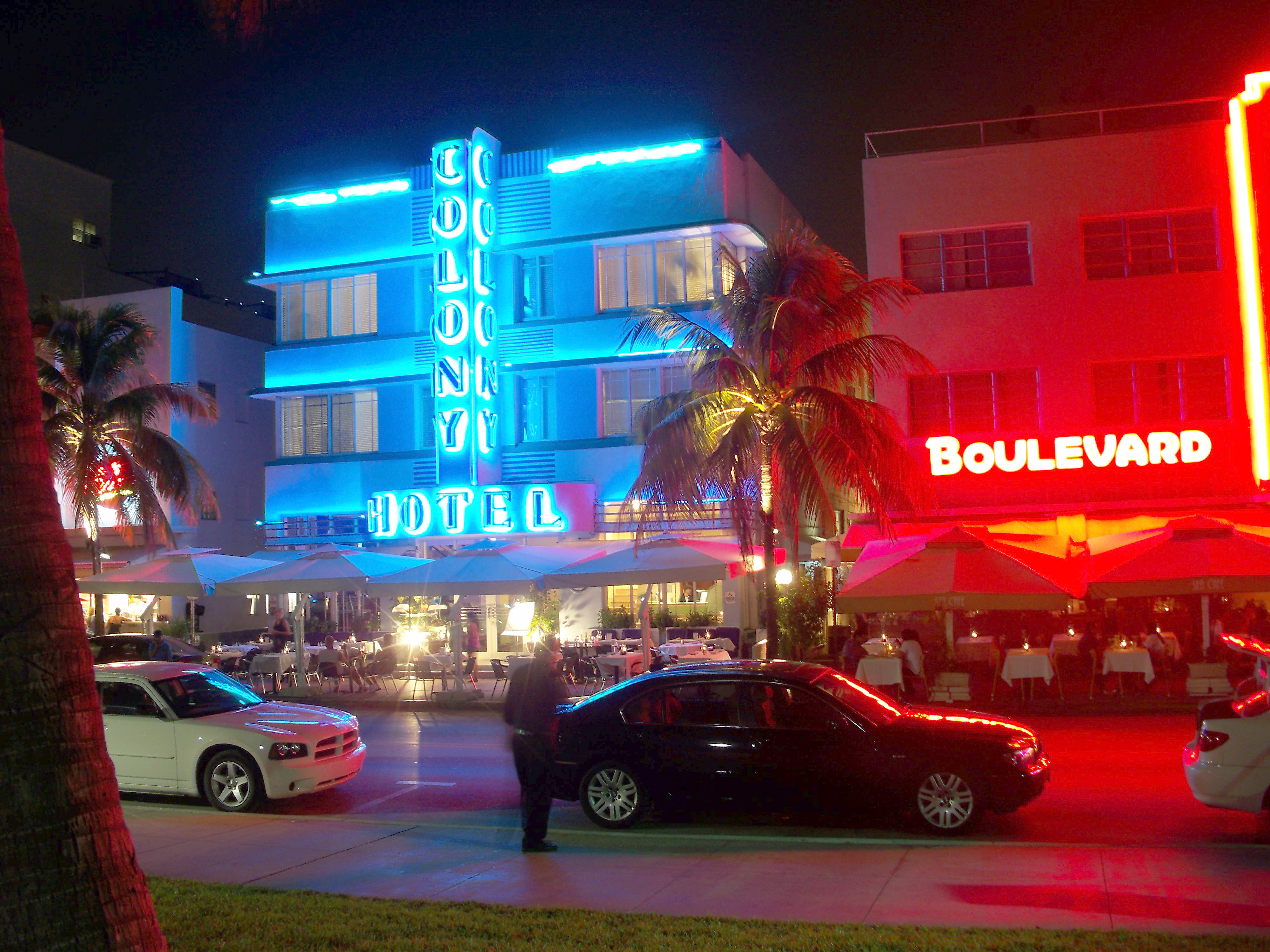
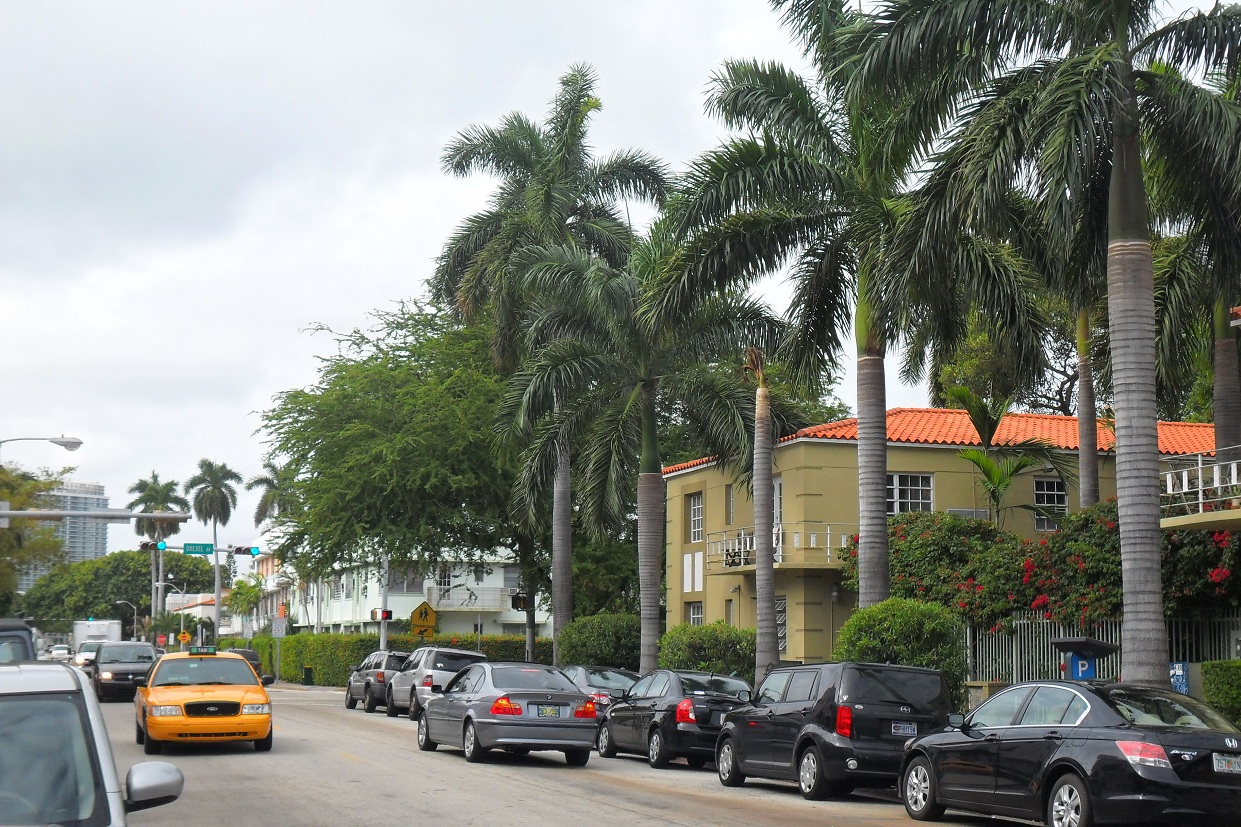
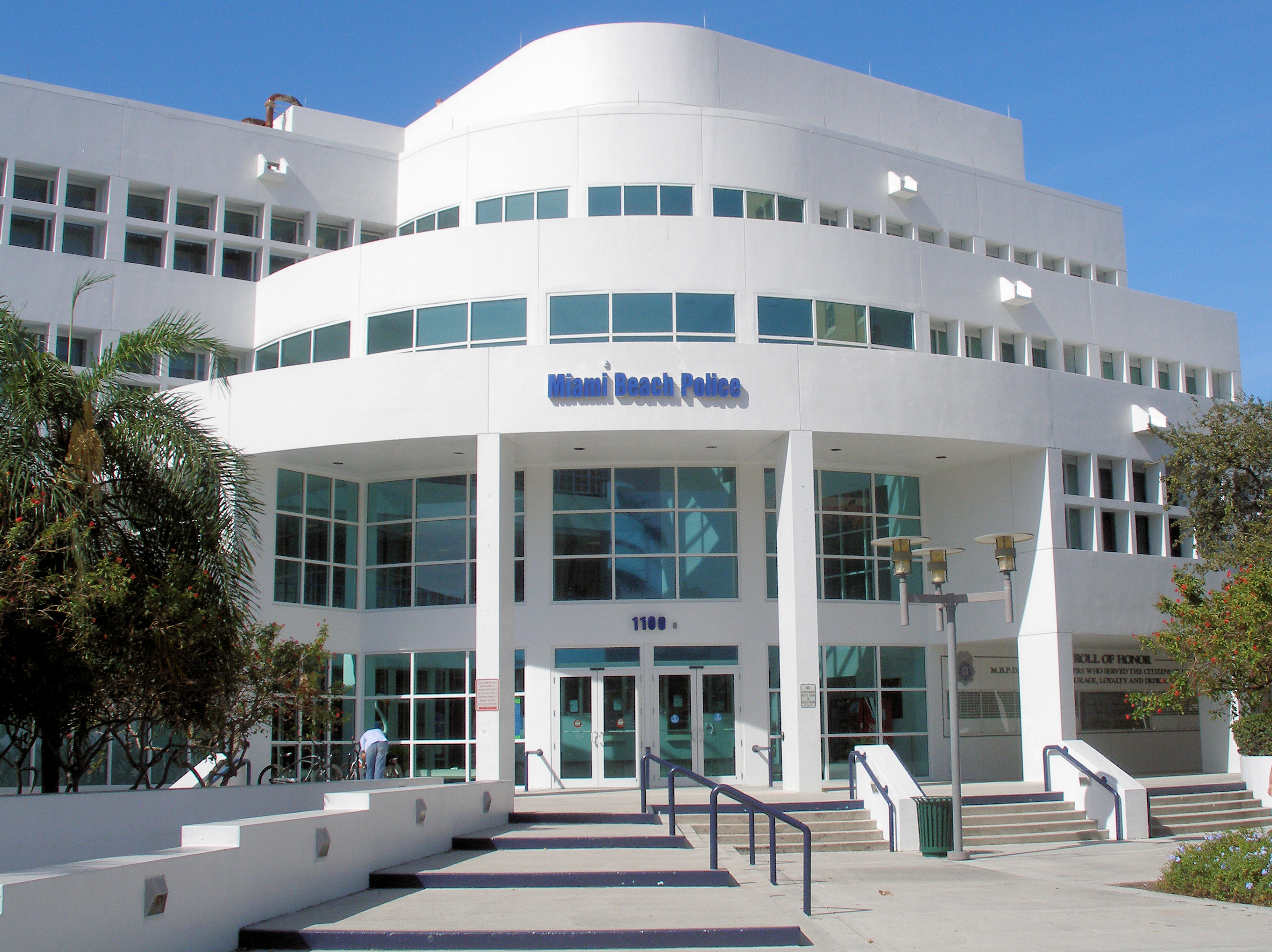

## المواقع الرسمية
- ميامي بيتش

## أعلام
- ليلى محمد علي
- شيريل هاينز
- جياني فيرساتشي
- بريت راتنر
- بيلي ميليغان
- رايلي ريد

## وصلات خارجية

### أخرى
- ميامي تصميم المحافظة على الجامعة - منظمة غير ربحية من أجل الحفاظ على التاريخ المعماري ميامي بيتش
- ميامي جنوب شرق ساحل - خليج بيسكين مستجمعات المياه - فلوريدا DEP